# Ley de consulta previa
La Ley N° 29785, ley del derecho a la consulta previa a los pueblos indígenas u originarios, reconocido en el Convenio 169 de la Organización Internacional del Trabajo (OIT), conocida como la Ley de consulta previa fue una leyes de Perú que creó procedimiento del derecho a la consulta previa a los pueblos indígenas u originarios respecto a las medidas legislativas o administrativas que les afecten directamente. Dicha ley se aprobó en el Congreso el 23 de agosto de 2011 con 113 votos a favor, 0 en contra y 0 abstenciones y fue promulgada el 6 de septiembre con la firma del entonces presidente Ollanta Humala.

## Reacciones
En una entrevista de 2013 con El Comercio, el expresidente Alan García (quien es crítico de Ollanta Humala) comentó que la consulta no es una ley nacional, sino un acuerdo internacional (el Convenio 169 de la OIT) que debe ser respetado. Sin embargo, García advirtió sobre la necesidad de definir claramente el alcance de la consulta y establecer plazos para evitar retrasos en proyectos de infraestructura destinados a atraer inversores.